# 金钏
金钏，是一种戴在手臂上的黄金质地的饰品，例如南京市博物馆就收藏有明代刻牡丹莲纹金钏。

## 小说人物
金钏是中国古典小说紅樓夢中的一个次要人物。她是王夫人的贴身丫环，是賈府家生的奴婢，本姓白，是玉钏的姐姐。
平日和賈寶玉关系親暱。在第三十回中，寶玉和金钏调笑的时候，被王夫人看见，王夫人打了她一个耳光，并要将她遣出贾府，她不堪屈辱投井自尽。宝玉的异母弟弟贾环趁机向父亲贾政诬告，说金钏自杀是寶玉强奸未遂导致的，结果宝玉被贾政毒打。金钏与王熙凤都是九月初二生日（《红楼梦》第四十四回：“今日是金钏儿的生日，故一日不乐。”），大家给王熙凤过生日时，宝玉到郊外在水仙庵撮土为香，纪念金钏的生日。